# Economia do fascismo
A economia do fascismo se refere às políticas econômicas implementadas pelos governos fascistas. Historiadores e outros estudiosos discordam sobre a questão de saber se um tipo específico de política econômica fascista pode ser considerado existente. Baker argumenta que existe um sistema econômico identificável no fascismo que é distinto daqueles defendidos por outras ideologias, compreendendo características essenciais compartilhadas por nações fascistas. Payne, Paxton, Sternhell. Argumentam que enquanto as economias fascistas compartilham algumas semelhanças, não existe uma forma distinta de organização econômica fascista. Feldman e Mason argumentam que o fascismo se distingue pela ausência de uma ideologia econômica coerente e pela ausência de um pensamento econômico sério. Eles afirmam que as decisões tomadas pelos líderes fascistas não podem ser explicadas dentro de um quadro econômico lógico.

## Características gerais das economias fascistas
Os primeiros movimentos fascistas surgiram nos últimos anos da Primeira Guerra Mundial. Eles eram uma forma de nacionalismo radical que carregava uma promessa de renascimento nacional, eles culparam o liberalismo, socialismo e materialismo pela decadência na sociedade e cultura, e expressaram uma apreciação pela violência e pelo papel da liderança e força de vontade na formação da sociedade.
Uma crença econômica fascista significativa era que a prosperidade seguiria naturalmente quando a nação tivesse alcançado um despertar cultural e espiritual. Diferentes membros de um partido fascista costumavam fazer declarações completamente opostas sobre as políticas econômicas que apoiavam. Uma vez no poder, os fascistas geralmente adotavam qualquer programa econômico que considerassem mais adequado para seus objetivos políticos. Regimes fascistas de longa duração (como o de Benito Mussolini na Itália) fizeram mudanças drásticas em sua política econômica de tempos em tempos.
O fascismo subiu ao poder tirando proveito do clima político e econômico das décadas de 1920 e 1930, particularmente a profunda polarização de algumas sociedades européias (como o Reino da Itália e a Alemanha de Weimar), que eram democracias com parlamentos eleitos dominados por partidários do laissez. O capitalismo franco e o socialismo marxista, cuja intensa oposição uns aos outros dificultava a formação de governos estáveis. Os fascistas usaram esta situação como um argumento contra a democracia, que eles viam como ineficaz e fraca. Os regimes fascistas geralmente surgiram em tempos de crise, quando as elites econômicas, proprietários de terras e donos de empresas temiam que uma revolução ou levante fosse iminente.  Os fascistas se aliaram às elites econômicas, prometendo proteger seu status social e suprimir qualquer potencial revolução da classe trabalhadora. Em troca, pediu-se às elites que subordinassem seus interesses a um projeto nacionalista mais amplo, de modo que as políticas econômicas fascistas geralmente protegem a desigualdade e o privilégio e, ao mesmo tempo, caracterizam um papel importante para a intervenção estatal na economia.
Os fascistas se opuseram tanto ao socialismo internacional quanto ao capitalismo de livre mercado, argumentando que seus pontos de vista representavam uma terceira posição. Eles alegavam fornecer uma alternativa econômica realista que não era nem o capitalismo laissez-faire nem o comunismo. Eles favoreceram o corporativismo e a colaboração de classes, acreditando que a existência de desigualdade e hierarquia social era benéfica (contrariando as opiniões dos socialistas), argumentando também que o Estado tinha um papel na mediação de relações entre classes. (Contrariando também a visão dos capitalistas liberais).
Um aspecto importante das economias fascistas foi o dirigismo econômico, significando uma economia em que o governo freqüentemente subsidia empresas favoráveis e exerce forte influência diretiva sobre o investimento, em oposição a ter um papel meramente regulador. Em geral, as economias fascistas eram baseadas na propriedade privada e na iniciativa privada, mas estas dependiam do serviço ao Estado.
Os governos fascistas encorajaram a busca do lucro privado e ofereceram muitos benefícios para as grandes empresas, mas exigiram em troca que toda atividade econômica servisse ao interesse nacional. O historiador Gaetano Salvemini argumentou em 1936 que o fascismo torna os contribuintes responsáveis pela iniciativa privada porque "o Estado paga pelos erros da empresa privada. O lucro é privado e individual. A perda é pública e social" Stanley Payne argumenta que os movimentos fascistas defenderam o princípio da propriedade privada porque o consideravam "inerente à liberdade e à espontaneidade da personalidade individual", mas também tinham por objetivo eliminar a autonomia ou, em alguns casos, a existência de grande escala. capitalismo. Jurgen Kuczynski caracteriza uma economia fascista como um tipo de "capitalismo monopolista", que preserva os "traços fundamentais da produção capitalista", como o fato de a produção ser realizada para o mercado por empresas privadas que empregam trabalhadores por um determinado salário. Ele argumenta que o fascismo "não é senão uma forma particular de governo dentro da sociedade capitalista", que, ao contrário, apresenta um papel importante para o Estado, como foi também o caso em algumas das primeiras sociedades capitalistas dos séculos anteriores.
O fascismo operava a partir de uma visão darwinista social das relações humanas e seu objetivo era promover indivíduos superiores e eliminar os fracos. Em termos de prática econômica, isso significava promover os interesses de empresários bem-sucedidos e, ao mesmo tempo, destruir sindicatos e outras organizações da classe trabalhadora. Os governos fascistas declararam o movimento sindical ilegal e o substituíram por organizações trabalhistas sob o controle direto do governo, o que garantiu que os trabalhadores não pudessem empreender nenhuma ação econômica efetiva. A afiliação a essas organizações trabalhistas era compulsória, seus líderes eram nomeados pelo partido governante em vez de eleitos pelos membros e eram apresentados como um novo tipo de sindicatos que serviriam para harmonizar os interesses dos trabalhadores e das empresas. No entanto, na prática, serviam principalmente aos interesses dos grandes empresários, que podiam fazer lobby junto ao partido no poder para indicar os líderes que desejavam. A fim de manter e aumentar os lucros da indústria, os estados fascistas eliminaram a possibilidade de protestos em massa e depois cortaram os salários direta ou indiretamente. As greves eram estritamente proibidas e sentenças de prisão podiam ser dadas a funcionários que parassem de trabalhar em grupo.
Os governos fascistas na Itália e na Alemanha privatizaram empresas estatais em determinados momentos. Essas privatizações foram realizadas nos estágios iniciais de ambos os regimes (1922-1925 para a Itália e 1934-1937 para a Alemanha) e representaram uma reversão das políticas dos governos democráticos que as precederam. Os governos democráticos trouxeram várias indústrias sob propriedade estatal e os fascistas decidiram devolvê-los à propriedade privada. Ao fazer isso, eles foram contra as principais tendências econômicas de seu tempo, quando a maioria dos governos ocidentais estava aumentando a propriedade do Estado. As políticas de privatização fascistas foram impulsionadas por um desejo de garantir o apoio de industriais ricos, bem como pela necessidade de aumentar as receitas do governo, a fim de equilibrar os orçamentos. Significativamente, os governos fascistas estavam entre os primeiros a empreender privatizações em grande escala nos tempos modernos.
Na maioria dos casos, os fascistas desencorajaram ou proibiram o comércio exterior, apoiando o protecionismo. Os fascistas acreditavam que o excesso de comércio internacional tornaria a economia nacional dependente do capital internacional e, portanto, vulnerável às sanções econômicas internacionais. A auto-suficiência econômica, conhecida como autarquia, era um dos principais objetivos da maioria dos governos fascistas.
Além disso, o fascismo era altamente militarista e, como tal, os fascistas freqüentemente aumentavam significativamente os gastos militares. O recrutamento para o exército foi uma das principais políticas utilizadas pelos governos fascistas para reduzir o desemprego.

### Capitalismo de estado
O fascismo teve relações complicadas com relação ao capitalismo, que mudaram ao longo do tempo e diferiram entre os estados fascistas. Os fascistas comumente procuraram eliminar a autonomia do capitalismo em grande escala para o estado.  No entanto, o fascismo apoia os direitos de propriedade privada e a existência de uma economia de mercado. Devido às dificuldades econômicas que resultaram do " comunismo de guerra ", que quase derrubou a liderança da Rússia Soviética em 1921, fascistas na Alemanha e Itália seguiram os exemplos da Nova Política Econômica de Lenine (NEP), que endossou o " capitalismo de estado ". e permitiu que o público negociasse, comprasse e vendesse por "lucro privado". Embora os bolcheviques fossem avessos aos princípios de mercados abertos e lucro, eles foram forçados, todavia, por circunstâncias terríveis a permitir a "privatização e a iniciativa privada" que resultaram em uma "economia mista" soviética. Para os líderes fascistas, seguir os dois pilares econômicos do fascismo - "produtismo" e "sindicalismo" - era mais importante do que aderir aos compromissos ideológicos que poderiam arriscar o colapso econômico e o desemprego em massa que assolara as políticas de nacionalização de Lênin.
Mussolini afirmou em 1933 que, se o fascismo seguisse a fase moderna do capitalismo, seu caminho "levaria inexoravelmente ao capitalismo de estado, que nada mais é nada menos do que o socialismo de Estado virou de cabeça para baixo. Em qualquer dos casos, [seja o resultado o capitalismo de estado ou o socialismo de estado], o resultado é a burocratização das atividades econômicas da nação ".  Durante esse período, Mussolini identificou suas políticas econômicas com o "capitalismo de Estado" e o "socialismo de Estado", que mais tarde foi descrito como "dirigismo econômico", um sistema econômico em que o Estado tem o poder de dirigir a produção econômica e alocar recursos.

## Economia política da Itália fascista
O Partido Nacional Fascista de Benito Mussolini chegou ao poder na Itália em 1922, no final de um período de agitação social. O ativismo da classe trabalhadora estava em um ponto alto, sindicatos militantes estavam organizando greves cada vez mais freqüentes para exigir direitos dos trabalhadores e o Partido Socialista Italiano estava obtendo ganhos eleitorais significativos. Isso causou medo generalizado entre os círculos empresariais italianos e parte da classe média, que acreditava que uma revolução comunista era iminente. Com os tradicionais partidos de direita parecendo incapazes de lidar com a situação, o rei Victor Emmanuel III voltou-se para o jovem movimento fascista, que ele considerou ter uma linha-dura de orientação direita ao reprimir violentamente os ataques e designou o primeiro-ministro Benito Mussolini. Logo após sua ascensão ao poder, Mussolini definiu sua posição econômica dizendo: "O governo [fascista] concederá plena liberdade à iniciativa privada e abandonará toda a intervenção na economia privada".
Especificamente, durante os primeiros quatro anos do novo regime sob um governo de coalizão multipartidário (1922-1925), os fascistas tinham uma política econômica geralmente de laissez-faire sob o ministro das Finanças Alberto De Stefani, um ex-líder no Partido do Centro. A livre concorrência foi encorajada e De Stefani inicialmente também reduziu impostos, regulamentos e restrições comerciais em geral. De Stefani reduziu as despesas do governo e equilibrou o orçamento. Alguma legislação anterior introduzida pelos socialistas, como o imposto sobre herança, foi revogada. Durante esse período, a prosperidade aumentou e, em meados da década de 1920, a produção industrial ultrapassou o pico da guerra, mas isso foi acompanhado de inflação. No geral, este foi um período em que a política econômica fascista seguiu principalmente linhas liberais clássicas, com as características adicionais de tentar estimular a produção doméstica (e não o comércio exterior) e equilibrar o orçamento.
Este também foi um período em que o governo fascista italiano empreendeu uma política de privatização em larga escala através de politicas liberais, que estava entre as primeiras políticas desse tipo no mundo moderno. A Itália fascista foi o único país que vendeu empresas e ativos estatais a empresas privadas nos anos 20; o próximo país a adotar essa abordagem foi a Alemanha nazista nos anos 1930. As privatizações italianas incluíram a venda da maioria das redes e serviços telefônicos estatais, bem como o antigo monopólio estatal da venda de jogos. O monopólio estatal do seguro de vida foi eliminado, a empresa de maquinaria de metal Ansaldo foi devolvida à propriedade privada (depois de ter sido nacionalizada pelo governo anterior) e as empresas privadas receberam concessões para estabelecer portagens nas auto-estradas.
No entanto, "uma vez que Mussolini adquiriu um poder mais firme... o laissez-faire foi progressivamente abandonado em favor da intervenção do governo, o livre comércio foi substituído pelo protecionismo e os objetivos econômicos foram cada vez mais expressos em exortações e terminologia militar". De Stefani foi forçado a renunciar em 1925 porque sua política de livre comércio foi contestada por muitos líderes empresariais italianos, que defendiam o protecionismo e subsídios para isolar os negócios domésticos da concorrência internacional. Em 1926, Mussolini fez um discurso apaixonado exigindo políticas monetárias para deter a inflação e estabilizar a moeda italiana (a lira). Ele também deu o passo final de proibir oficialmente qualquer tipo de ação grevista. De 1927 a 1929, sob a liderança do novo ministro das Finanças, Alberto Beneduce, a economia italiana passou por um período de deflação, impulsionado pelas políticas monetárias do governo.
Em 1929, a Itália foi duramente atingida pela Grande Depressão. A economia italiana, após ter acabado de sair de um período de estabilização monetária, não estava pronta para esse choque e os preços caíram e a produção desacelerou. O desemprego subiu de 300 787 em 1929 para 1 018 953 em 1933. Tentando lidar com a crise, o governo fascista nacionalizou as holdings de grandes bancos que haviam acumulado títulos industriais significativos. O governo também emitiu novos títulos para fornecer uma fonte de crédito para os bancos e começou a recrutar a ajuda de vários cartéis (consorzi) que haviam sido criados por líderes empresariais italianos desde 1922. O governo ofereceu reconhecimento e apoio a essas organizações em troca de promessas de que manipulariam os preços de acordo com as prioridades do governo.
Várias entidades mistas foram formadas, chamadas instituti ou enti nazionali, cujo objetivo era reunir representantes do governo e das principais empresas. Esses representantes discutiram a política econômica e manipularam preços e salários de modo a satisfazer tanto os desejos do governo quanto os desejos dos negócios. O governo considerou esse arranjo um sucesso e os fascistas italianos logo começaram a se orgulhar desse resultado, dizendo que haviam sobrevivido à Grande Depressão sem infringir a propriedade privada. Em 1934, o Ministro da Agricultura Fascista disse: "Enquanto em quase toda parte a propriedade privada carregava os maiores encargos e sofria dos golpes mais duros da depressão, na Itália, graças às ações desse governo fascista, a propriedade privada não só tem sido salvou, mas também foi reforçada ".
Esse modelo econômico baseado em uma parceria entre o governo e os negócios logo foi estendido à esfera política no que veio a ser conhecido como corporativismo. A partir de 1934, acreditando que a Itália poderia ter evitado a Grande Depressão, se não estivesse ligada aos mercados internacionais, Mussolini insistiu que a autarquia deveria ser um dos principais objetivos da política econômica de seu governo. Para este fim, os fascistas começaram a impor tarifas significativas e outras barreiras comerciais. Em 1934, Mussolini se gabou de que três quartos das empresas italianas "estão nas mãos do Estado".
Várias empresas bancárias e industriais foram apoiadas financeiramente pelo estado. Um dos primeiros atos de Mussolini foi de fato financiar a confiança metalúrgica Ansaldo à altura de 400 milhões de liras. Após a crise de deflação iniciada em 1926, bancos como o Banco di Roma, o Banco di Napoli ou o Banco di Sicilia também foram auxiliados pelo Estado. Em 1933, Mussolini criou o Istituto per la Ricostruzione Industriale (IRI) com o objetivo especial de resgatar as empresas que se debatem. Em 1939, o IRI controlava 20% da indústria italiana através de empresas ligadas ao governo (GLCs), incluindo 75% da produção de ferro-gusa e 90% da indústria de construção naval.
Mussolini também adotou uma política keynesiana de gastos governamentais em obras públicas para estimular a economia. Entre 1929 e 1934, os gastos com obras públicas triplicaram para ultrapassar os gastos com defesa como o maior gasto governamental. Nessa época, Mussolini disse sobre Keynes que "apesar da posição proeminente como liberal", seu trabalho pode ser considerado uma "introdução útil à economia fascista". Fascistas italianos também expressaram grande interesse nas obras do economista neoclássico Vilfredo Pareto. Pareto argumentara que a democracia era uma ilusão e que uma classe dominante sempre emergia e se enriquecia. Para ele, a questão-chave era o quanto os governantes governavam ativamente e, por essa razão, pedia uma redução drástica do Estado e acolhia o governo de Mussolini como uma transição para esse estado mínimo, a fim de libertar as forças econômicas "puras". Os intelectuais fascistas estavam determinados a fomentar o desenvolvimento econômico para que a economia "alcançasse seu máximo produtivo". Eles acreditavam que sua responsabilidade histórica era "desenvolver até a sua conclusão final os elementos criativos que permanecem vivos no capitalismo".
Os fascistas italianos e seus precursores sempre se concentraram na necessidade de criar uma sociedade mais produtiva por meio da colaboração econômica das classes, opondo-se à luta de classes.  Eles acreditavam na importância crítica da produtividade econômica como uma força revolucionária e eles eram "produtivistas, e não distribucionistas". No entanto, o governo fascista também fez esforços para parecer preocupado com os interesses reais de seus súditos, a fim de criar um "regime consensual e carismático" e tornar as massas da península governáveis. Os ideólogos fascistas argumentavam que o descontentamento das classes mais baixas representava uma ameaça potencial ao "bem-estar, à segurança interna, ao poder e à existência do Estado" e, portanto, medidas deveriam ser tomadas para aliviar esse descontentamento. Eles também argumentaram que uma "preocupação mínima com o bem-estar da força de trabalho" servia ao interesse nacional, melhorando o potencial produtivo. Por essas razões, o governo buscou um complexo programa de assistência e assistência social, que "comparou favoravelmente com os países europeus mais avançados", apesar do nível mais baixo de desenvolvimento industrial na península italiana.
Em 1935, após a invasão italiana da Etiópia, a Liga das Nações impôs sanções comerciais à Itália. Isso forçou a Itália a atingir a autarquia imediatamente e fortaleceu a crença de Mussolini de que a auto-suficiência econômica era vital para a segurança nacional. As sanções não tiveram seus efeitos pretendidos porque o governo italiano já havia começado a restringir o comércio e se preparar para a autarquia. Em particular, a Itália impôs uma proibição severa à maioria das importações e o governo tentou persuadir os consumidores a comprar produtos feitos na Itália. Por exemplo, lançou o slogan "Prefere il Prodotto Italiano" ("Compre produtos italianos"). Em maio de 1935, o governo obrigou indivíduos e empresas a entregar todos os títulos estrangeiros emitidos ao Banco da Itália (Banca d'Italia). Em 15 de julho de 1936, as sanções econômicas à Itália foram suspensas, mas os fascistas continuaram insistindo no isolamento econômico.
Ao longo da década de 1930, a economia italiana manteve o modelo corporativista estabelecido durante a Grande Depressão. Ao mesmo tempo, Mussolini também tinha ambições crescentes de estender a influência estrangeira da Itália através da diplomacia e da intervenção militar. Após a invasão da Etiópia, a Itália começou a fornecer tropas e equipamentos para os nacionalistas espanhóis sob o general Francisco Franco, que lutavam na Guerra Civil Espanhola contra um governo de esquerda. Essas intervenções estrangeiras exigiam aumento dos gastos militares e a economia italiana tornou-se cada vez mais subordinada às necessidades de suas forças armadas. Em 1939, a Itália tinha o maior percentual de empresas estatais depois da União Soviética.
Finalmente, o envolvimento da Itália na Segunda Guerra Mundial como membro das potências do Eixo exigiu o estabelecimento de uma economia de guerra. Isso colocou uma pressão severa no modelo corporativo desde que a guerra começou rapidamente a ir mal para a Itália e tornou-se difícil para o governo persuadir os líderes empresariais a financiar o que viram como um desastre militar. A invasão aliada da Itália em 1943 fez com que a estrutura política italiana e a economia entrassem em colapso rapidamente. Por outro lado, os aliados e os alemães assumiram a administração das áreas da Itália sob seu controle. No final da guerra, a economia italiana havia sido praticamente destruída - a renda per capita em 1944 estava no seu ponto mais baixo desde o início do século XX.

## Economia política da Alemanha nazista
Adolf Hitler considerou as questões econômicas como relativamente sem importância. Em 1922, Hitler proclamou que "a história mundial nos ensina que nenhum povo se tornou grande através de sua economia, mas que um povo pode muito bem perecer com isso" e mais tarde concluiu que "a economia é algo de importância secundária". Hitler e os nazistas mantiveram uma forte concepção idealista da história, segundo a qual os eventos humanos são guiados por um pequeno número de indivíduos excepcionais que seguem um ideal superior. Eles acreditavam que todas as preocupações econômicas, sendo puramente materiais, eram indignas de sua consideração. Hitler foi tão longe quanto culpar todos os governos alemães desde Bismarck de ter "subjugado a nação ao materialismo", confiando mais no desenvolvimento econômico pacífico do que na expansão através da guerra.
Por essas razões, os nazistas nunca tiveram um programa econômico claramente definido. O original " Programa dos Vinte e Cinco Pontos " do partido, adotado em 1920, listou várias demandas econômicas, mas o grau em que os nazistas apoiaram este programa em anos posteriores foi questionado. Várias tentativas foram feitas na década de 1920 para alterar alguns dos programas ou substituí-los por completo. Por exemplo, Gottfried Feder propôs um novo programa de 39 pontos (1924) que manteve algumas das tábuas antigas, substituiu outras e acrescentou muitas outras completamente novas. Hitler se recusou a permitir qualquer discussão sobre o programa do partido depois de 1925, ostensivamente com base no argumento de que nenhuma discussão era necessária porque o programa era "inviolável" e não precisava de nenhuma mudança. Ao mesmo tempo, Hitler também nunca expressou apoio público ao programa e muitos historiadores argumentam que ele era de fato privado oposto a ele. Hitler não mencionou nenhuma das tábuas do programa em seu livro Mein Kampf e só falou sobre isso de passagem como "o chamado programa do movimento".
Hitler chamou seu partido político de "nacional-socialista", mas foi claro ao apontar que sua interpretação do socialismo "não tem nada a ver com o socialismo marxista ", dizendo que "o marxismo é antipropriedade; o verdadeiro socialismo não é". Mais tarde, Hitler disse: "Socialismo! Essa é uma palavra infeliz. O que o socialismo realmente significa? Se as pessoas têm algo para comer e seus prazeres, então elas têm o socialismo". Ele também expressou o desejo de ter chamado seu partido de "revolucionário social".
Hitler fez declarações muito diferentes sobre seus pontos de vista econômicos em diferentes ocasiões e em um ponto foi citado como tendo dito: "Eu tinha apenas que desenvolver logicamente o que a social democracia falhou. O nacional-socialismo é o que o marxismo poderia ter sido se pudesse ter quebrado seus laços absurdos com uma ordem democrática. Por que precisamos nos preocupar em socializar bancos e fábricas? Nós socializamos os seres humanos". Em outro ponto, Hitler disse em particular que "eu absolutamente insisto em proteger a propriedade privada... devemos encorajar a iniciativa privada". Em outra ocasião, ele qualificou essa afirmação dizendo que o governo deveria ter o poder de regular o uso da propriedade privada para o bem da nação. Apesar disso, ele afirmou mais tarde: "É minha firme convicção que os direitos de propriedade... devem ser incondicionalmente respeitados. Qualquer adulteração deles eliminaria um dos incentivos mais vitais à atividade humana e comprometeria o esforço futuro". Hitler acreditava claramente que a falta de um programa econômico preciso era um dos pontos fortes do Partido Nazista, dizendo: "A característica básica de nossa teoria econômica é que não temos nenhuma teoria".
As crenças políticas de Hitler se basearam fortemente no darwinismo social - a visão de que a seleção natural se aplica tanto à sociedade humana quanto aos organismos biológicos. Hitler acreditava que a história foi moldada por uma luta violenta entre nações e raças; e que uma nação precisava estar unida sob um estado forte e centralizado, liderado por um líder heroico, a fim de ter sucesso nessa luta e que os indivíduos dentro de uma nação lutavam uns contra os outros pela sobrevivência; e que tal competição implacável foi boa para a saúde da nação porque promoveu "indivíduos superiores" a posições mais altas na sociedade.

## Economia política da Espanha de Franco
Francisco Franco, ditador da Espanha desde a Guerra Civil Espanhola na década de 1930 até sua morte em 1975, baseou suas políticas econômicas nas teorias do sindicalismo nacional expostas pela Falange (espanhola para "falange"), o partido fascista espanhol fundado em 1933. por José Antonio Primo de Rivera, que foi um dos principais defensores de Franco durante sua tentativa de poder.

### Protecionismo e sindicalismo
Durante e depois da Guerra Civil Espanhola, Franco e a Falange criaram um sistema corporativo baseado no modelo italiano. O liberalismo econômico foi substituído pela intervenção econômica de acordo com os desejos das corporações, que também estabelecem preços e salários. Combinado com a autarquia e na ausência da ajuda do Plano Marshall após a Segunda Guerra Mundial, o crescimento econômico da Espanha no pós-guerra estagnou. O sistema corporativo espanhol teve menos sucesso do que a experiência italiana. A certa altura, a corporação de fazendeiros espanhóis criou uma enorme escassez de pão ao definir o preço muito baixo. Como resultado, a produção de pão foi abandonada em favor de outros bens mais lucrativos. Embora o objetivo dessa política fosse tornar o pão acessível aos mais pobres da população, ocorreu o oposto e surgiu um mercado negro.
Como na Itália, os salários foram fixados pelo Estado em negociações entre sindicatos de trabalhadores e organizações de empregadores oficialmente reconhecidos, com o Estado como mediador. Durante a República Espanhola, grupos de trabalhadores se alinharam com os comunistas, anarquistas ou outras forças republicanas. No entanto, o regime de Franco tendeu a favorecer os interesses das grandes empresas, apesar de sua retórica sindicalista. Em resposta, os trabalhadores criaram sindicatos ilegais e organizaram greves, que geralmente eram reprimidas brutalmente pelo estado policial de Franco.

### Liberalização e Opus Dei
Em 1954, Franco abandonou o sistema corporativo em favor de reformas de livre mercado implementadas por tecnocratas econômicos. Muitos desses tecnocratas eram membros do Opus Dei, um grupo leigo católico romano ao qual Franco dera posições poderosas dentro do Ministério das Finanças e Economia. As reformas da década de 1950 foram um enorme sucesso e a Espanha experimentou um período de rápido crescimento econômico conhecido como o " Milagre Espanhol ", continuando até a morte de Franco em 1975. Durante este período, o turismo tornou-se uma parte importante da economia espanhola. Embora os órgãos corporativistas e a retórica dos primeiros anos do regime de Franco tenham sido mantidos, eles agora desempenhavam um papel secundário. A economia da Espanha foi ainda mais liberalizada pela transição espanhola para a democracia após a morte de Franco.
Durante os anos de Franco, a lei espanhola discriminou fortemente as mulheres casadas. Sem a aprovação de seu marido, referida como permiso marital, uma esposa era proibida de quase todas as atividades econômicas, incluindo emprego, propriedade de propriedade ou até mesmo viajar para longe de casa. A lei também previa definições menos rigorosas de crimes como adultério e deserção para maridos do que para esposas. Reformas significativas deste sistema foram iniciadas pouco antes da morte de Franco e elas continuaram em ritmo acelerado desde então. O matrimônio permiso foi abolido em 1975; as leis contra o adultério foram canceladas em 1978; e o divórcio foi legalizado em 1981. Durante o mesmo ano, as partes do código civil que lidavam com as finanças da família também foram reformadas.